# 吉川浩司
吉川 浩司（よしかわ こうじ、1966年 - ）は北海道出身のアニメーション演出家。

## 経歴
株式会社ムー・フィルムに入社。『ジャイアントロボ THE ANIMATION -地球が静止する日』の演出助手を経て、外伝『裸足のGinrei』で初演出を務める。

## 参加作品

### テレビアニメ
1997年
- 剣風伝奇ベルセルク（1997年 - 1998年、演出）
- ネクスト戦記EHRGEIZ（絵コンテ・演出）

1998年
- プリンセスナイン 如月女子高野球部（演出）
- グランダー武蔵RV（絵コンテ）
- 発明BOYカニパン（絵コンテ）

1999年
- 快傑蒸気探偵団 TV ANIMATION SERIES（絵コンテ・演出）
- コレクター・ユイ（絵コンテ）
- 超特急ヒカリアン（絵コンテ・演出）

2000年
- 地球防衛企業ダイ・ガード（演出）
- 遊☆戯☆王デュエルモンスターズ（2000年 - 2004年、絵コンテ・演出）
- こちら葛飾区亀有公園前派出所（演出）
- ハングリーハート WILD STRIKER（絵コンテ・演出）

2001年
- グラップラー刃牙（演出）
- オフサイド（演出）

2002年
- 十二国記（絵コンテ・演出）
- 灰羽連盟（絵コンテ・演出）

2003年
- D・N・ANGEL（絵コンテ・演出）
- ギルガメッシュ（2003年 - 2004年、演出）

2004年
- 陸奥圓明流外伝 修羅の刻（絵コンテ・演出）
- 蒼穹のファフナー（演出）

2005年
- 遙かなる時空の中で-八葉抄-（絵コンテ・演出）

2006年
- 遊☆戯☆王デュエルモンスターズALEX（演出）※日本未公開
- 砂沙美☆魔法少女クラブ（絵コンテ・演出）
- リングにかけろ1 日米決戦編（演出）
- 吉宗（絵コンテ・演出）

2007年
- 東京魔人學園剣風帖 龖（絵コンテ）
- 東京魔人學園剣風帖 龖 第弐幕（演出）
- ご愁傷さま二ノ宮くん（監督）

2010年
- おおかみかくし（絵コンテ・演出）

2011年
- 放浪息子（演出）
- Persona4 the ANIMATION（絵コンテ・演出）

2012年
- エリアの騎士（絵コンテ）
- あっちこっち（絵コンテ）
- トータル・イクリプス（演出）

2013年
- 僕は友達が少ないNEXT（絵コンテ）
- デュエル・マスターズ ビクトリーV3（絵コンテ・演出）
- 宇宙戦艦ヤマト2199（演出）
- 戦姫絶唱シンフォギアG（絵コンテ）

2014年
- 東京ESP（絵コンテ）
- 白銀の意思 アルジェヴォルン（絵コンテ）
- デンキ街の本屋さん（演出）

2015年
- アルドノア・ゼロ（絵コンテ）
- 新妹魔王の契約者（演出）
- 魔法少女リリカルなのはViVid（絵コンテ）
- シドニアの騎士 第九惑星戦役（ストーリーボード）

2016年
- タイムボカン24（絵コンテ）
- レガリア The Three Sacred Stars（絵コンテ）

2019年
- ダイヤのA actII（絵コンテ）
- 八月のシンデレラナイン（絵コンテ）

2020年
- あひるの空（絵コンテ）

2021年
- SHAMAN KING（絵コンテ）

2022年
- 終末のハーレム（第6話・第8話絵コンテ）
- 社畜さんは幼女幽霊に癒されたい。（絵コンテ）
- 史上最強の大魔王、村人Aに転生する（絵コンテ）
- 最近雇ったメイドが怪しい（絵コンテ）
- 虫かぶり姫（絵コンテ）

2023年
- うちの会社の小さい先輩の話（絵コンテ）
- Lv1魔王とワンルーム勇者（絵コンテ）
- 自動販売機に生まれ変わった俺は迷宮を彷徨う（絵コンテ）
- お嬢と番犬くん（絵コンテ）

2024年
- 最強タンクの迷宮攻略〜体力9999のレアスキル持ちタンク、勇者パーティーを追放される〜（絵コンテ）
- 道産子ギャルはなまらめんこい（絵コンテ）

2025年
- この会社に好きな人がいます（絵コンテ）
- いずれ最強の錬金術師?（絵コンテ）
- 完璧すぎて可愛げがないと婚約破棄された聖女は隣国に売られる（絵コンテ）

### ゲーム
- SIMPLE2000シリーズVol.44　THE はじめてのRPG~伝説の継承者~（2004年、絵コンテ・演出）

### OVA
- 外道学園（1994年、監督）※18禁アニメ
- 異世界の聖機師物語（2009年、監督）
- HELLSING IX（2012年、絵コンテ）

### 劇場アニメ
- 銀色の髪のアギト（2006年、副監督）